# Velkochov
Intenzivní chov hospodářských zvířat nebo také velkochov je koncentrovaný provoz živočišné výroby. Smyslem velkochovů je vyprodukovat co největší množství masa, vajec či mléka za co nejnižší možnou cenu. Ve velkochovech se v porovnání s jinými typy živočišné výroby chovají vyšší počty hospodářských zvířat (zejména skot, drůbež a prasata) na menší ploše. Hlavními produkty velkochovů jsou maso, mléko a vejce určená k lidské spotřebě. V souvislosti s intenzivními chovy hospodářských zvířat se často diskutuje o tom, zda jsou etické a udržitelné.
Velkými počty a vysokou hustotou zvířat chovaných ve velkochovech se dosahuje co největšího objemu produkce při co nejmenších nákladech. Provoz je závislý na moderních přístrojích, globálním obchodu a biotechnologiích. Výhody, rizika a etické problémy takto industrializovaného živočišného zemědělství jsou předmětem nepřetržitých diskuzí. Mezi nejvíce problematické otázky patří, zda jsou velkochovy nezbytné k uživení rostoucí lidské populace, jaké jsou životní podmínky zvířat, jaké dopady má intenzivní hospodaření na životní prostředí a zdraví obyvatel nebo nakolik je tento způsob produkce potravin efektivní.

## Historie
Intenzivní chov hospodářských zvířat nemá v dějinách zemědělství příliš dlouhou tradici, je výsledkem moderních vědeckých objevů a technologického vývoje. Pokrok v zemědělství na konci 19. století jde ruku v ruce s rozvojem produkce v ostatních odvětvích průmyslu, což je charakteristické pro pozdní fázi průmyslové revoluce. Objev vitamínů (a jejich role ve výživě zvířat) vedl k vývoji vitamínových doplňků umožňujících chov slepic v uzavřených halách. Objevem antibiotik a zavedením vakcinace se u zvířat snížil výskyt nemocí, a tím bylo možné navyšovat jejich počty. Z chemických látek vyvinutých za 2. světové války byly vyrobeny syntetické pesticidy. Rozvoj přepravy umožnil snadnější distribuci zemědělské produkce.
Intenzifikace a industrializace zemědělské výroby vedla k osminásobnému nárůstu světové produkce mezi lety 1820 až 1975. Ve stejném časovém období se vzhledem k automatizaci výrobních procesů počet pracovníků v zemědělství postupně snižoval. Během druhé poloviny 20. století se velkochovy dále rozrůstaly a v současnosti stále častěji nahrazují tradiční chov hospodářských zvířat.

## Velkochovy v současnosti

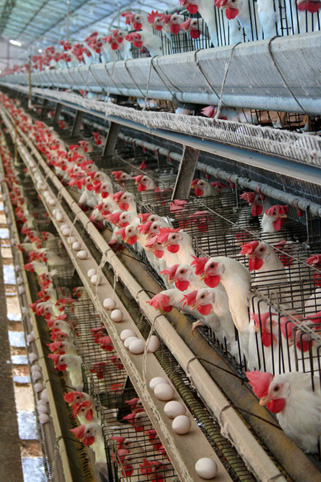
Nosnice z klecového velkochovu, Sao Paulo, Brazílie.

K uchování zdraví zvířat i za stresujících podmínek a ke zvýšení výroby se používají vakcíny, antibiotika, minerální a vitamínové suplementy a dezinfekční prostředky. K omezení nežádoucího pohybu a činností zvířat je využíváno fyzických bariér, jako jsou klece, zdi a ohrady. 
Intenzivní chov hospodářských zvířat je rozšířený ve všech rozvinutých zemích. Organizace pro výživu a zemědělství (FAO) odhaduje, že v letech 2002–2003 se z intenzivních chovů získával následující podíl světové produkce: 67 % drůbežího masa, 42 % vepřového masa, 7 % hovězího a telecího masa a 0,8 % skopového masa. Průmyslová výroba představovala 39 % veškeré světové produkce masa a 50 % celkové produkce vajec.

## Typy velkochovů
Pro velkochovy je typický chov velkého množství zvířat, která jsou často udržována ve vnitřních stísněných prostorách. Nejčastěji se tímto způsobem chovají krávy, prasata, krocani, husy nebo kuřata. Cílem je vyprodukovat co největší množství masa, vajec nebo mléka za nejnižší možnou cenu. Metody užívané k udržování zdraví zvířat a zlepšení jejich produkce mohou zahrnovat užívání dezinfekcí, antibiotik, antihelmintik, hormonů, vakcín, proteinů, minerálů a vitamínových doplňků. Dále zvířata také podstupují časté zdravotní prohlídky, žijí v klimatizovaném prostředí a jsou zaváděna opatření zaměřená na prevenci šíření škodlivých organismů mezi nimi. K omezení pohybu se využívají např. ploty, které slouží k eliminování nevhodného pohybu a chování zvířat. Chovné programy slouží k množení zvířat, která jsou více vhodná pro omezující podmínky velkochovu a jsou zároveň schopna stabilně produkovat produkty.

### Kuřata
Objevení vitamínu D bylo pro produkci drůbeže největším milníkem 20. století, protože umožňuje celoroční chov kuřat v zajetí. Před tímto objevem se kuřatům během zimy nedařilo, což způsoboval nedostatek slunečního světla, a proto byla produkce vajec, inkubace a produkce masa mimo sezónu velmi náročná, takže byl chov drůbeže drahou sezónní záležitostí. Celoroční produkce drůbeže snížila ceny, a to zejména pro kuřata. 
Zároveň narostla produkce vajec, která byla zvýšena umělým šlechtěním. Po několika začátečních selháních, (například selhání experimentální stanice v Maine při zlepšování produkce vajec) přišel s řešením profesor Dryden na experimentální stanici v Oregonu.

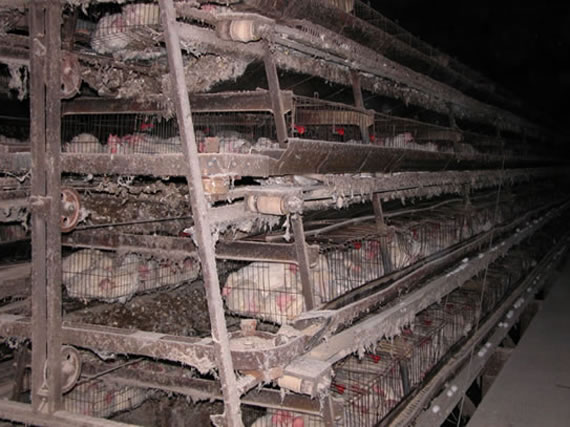
Několikapatrové klece

Zlepšená produkce a kvalita byla doprovázená sníženou potřebou práce. Od 30. let až do počátku 50. let 20. století starání se 1500 slepic poskytovalo práci na plný úvazek pro jednu rodinu žijící na farmě v Americe. V pozdních 50. letech 20. století však klesla cena vajec tak výrazně, že byla většina farmářů nucena ztrojnásobit počet slepic, které vlastnili. Toto vedlo k tomu, že v kleci pro jednu slepici teď žily tři nebo farmáři vytvořili z jednopatrových klecí klece třípatrové. Zanedlouho po těchto opatřeních, ceny vajec stále klesaly a mnoha farmářů produkující vejce museli od tohoto povolání odstoupit. Tento úpadek v zisku byl doprovázen obecným poklesem cen pro spotřebitele, což drůbeži a vejcím umožnilo ztratit status luxusních potravin.
Robert Plamondon uvádí, že poslední rodinná kuřecí farma kuřat v jeho oblasti Oregonu na farmě Rex Farms měla 30 000 snášejících slepic a byla zachována až do devadesátých let 20. století. Ve 21. století je standardem provozovatelů 125 000 snášejících slepic na jednu farmu.
Ke konci 50. let se produkce drůbeže dramaticky změnila. Velké farmy mohly chovat drůbež po desetitisících. Kuřata mohla být poté posílána na jatka, kde byla zabita a zpracována do hotových a zabalených komerčních produktů, které se zmrazily nebo se posílaly čerstvé do obchodů nebo na trhy. Masná kuřata jsou nyní schopna dorůst do tržní velikosti během šesti až sedmi týdnů, tento proces však před 50 lety trval třikrát déle. Toto je zapříčiněno genetickou selekcí a modifikací živin, které kuřata dostávají (nejedná se však o růstové hormony, které jsou pro použití na růst drůbeže nezákonné v USA a dalších zemích a které nemají žádný účinek). Dříve bylo maso konzumováno jen příležitostně, ale díky jeho snadné dostupnosti a nízkým nákladům je dnes kuřecí maso velmi běžným produktem ve vyspělých zemích. Rostoucí obavy z množství cholesterolu obsaženého v červeném mase v 80. a 90. letech 20. století jen přispěly k zvýšené konzumaci a spotřebě kuřat.
Dnes jsou vejce produkovány na velkých farmách, kde jsou parametry chovného prostředí důkladně kontrolovány. Kuřata jsou vystavována umělému světlu, které stimuluje celoroční produkci vajec. V USA je také běžně praktikováno nucené línání, jež je důsledkem manipulace světelných zdrojů a dostupnosti jídla, což spustí línání, které vede k zvětšení velikosti vajec a vyšší produkci. Nucené línání je kontroverzní téma a jeho praktikování je v EU zakázané.
Slepice snese v průměru jedno vejce denně, ale ne každý den v roce. Toto číslo se liší na základě druhu slepice a ročního období. V roce 1900 byla průměrná produkce jedné slepice 83 vajec za rok. V roce 2000 byl tento průměr víc než 300. V USA jsou slepice, které snášejí vejce, poraženy po druhé sezóně snášení vajec. V Evropě dojde k jejich poražení již po první sezóně. Slepice započínají snášet vejce, když jim je zhruba 18-20 týdnů (toto číslo je ovlivněno jejich druhem a ročním obdobím). Kohouti mají malou tržní hodnotu v každém věku a všichni ti, kteří se nevyužívají k množení (přibližně 50 %), jsou zabiti krátce po vylíhnutí. Staré slepice mají také malou komerční hodnotu. Což znamená, že veškeré původní zdroje drůbežího masa, které byly před 100 lety (jarní kuřata a staré slepice) byly plně nahrazeny brojlerovými kuřaty.

### Prasata

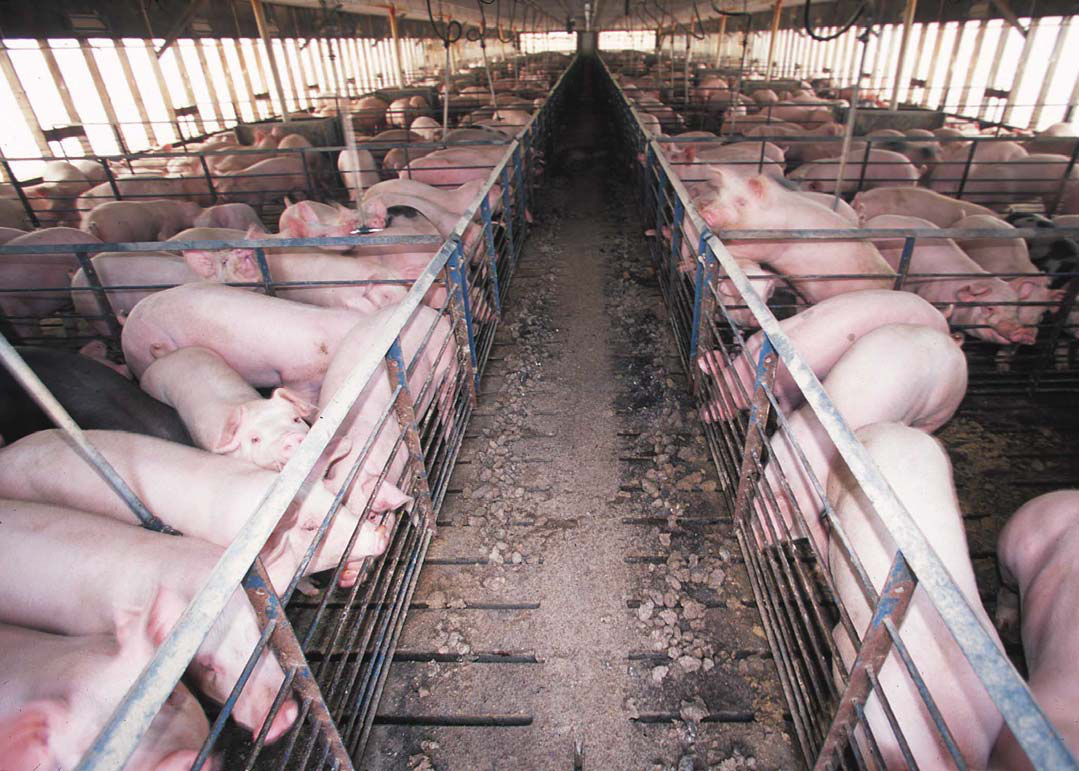
Vnitřní skupinové ohrady

Velkochov prasat se specializuje na chov domestikovaných prasat a jejich vykrmení do požadované váhy. V tomto systému jsou prasata umístěna po skupinách ve vnitřních chlívcích. Březí samice jsou umisťovány do samostatných stájí a poté rodí v porodních klecích.
Využívání singulárních chlívků vede k nižším výrobním nákladům, ale snižuje kvalitu jejich životních podmínek. Mnoho předních velkochovatelů prasat (například USA nebo Kanada) upřednostňuje využívání jednotlivých chlívků, ale v mnoha zemích je jejich užívání zakázáno (například ve Velké Británii).
Budovy pro velkochov prasat se obecně podobají skladištím. Systémy umístěny v těchto budovách umožňují neustálé sledování stavu prasat, což zajišťuje minimální úmrtnost a maximální produkci. Tyto budovy využívané na chov jsou klimatizované a reguluje se v nich teplota dle potřeby. Většina domestikovaných prasat je citlivá na zvýšené teploty, protože nemají vyvinuté potní žlázy a nemohou se proto sama zchladit. Prasata mohou tolerovat zvýšené teploty jen do určité úrovně a stres z tepla jim může přivodit smrt. Udržování vhodné teploty na velkochovech také vede k maximalizování růstu. Vzhledem k tomu, že prasata ve většině případů nemají přístup k bahnu, kterým by se za normálních podmínek zchladily, tak využívají velkochovy větrací systémy nebo vodní systémy, kterými prasata chladí.

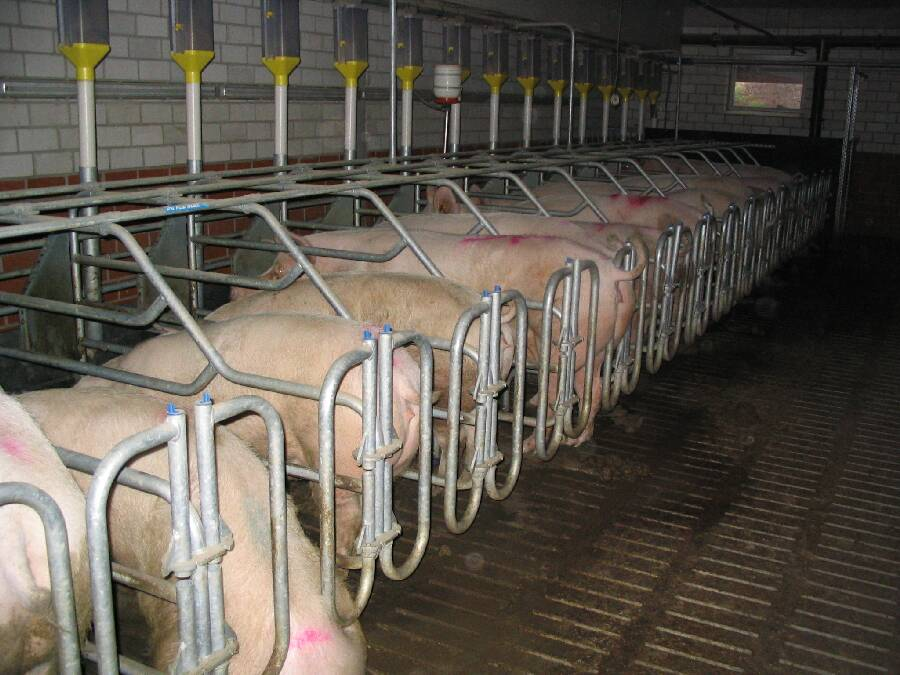
Singulární prasečí chlívky

Prasata jsou všežravci a jsou krmena kombinací zrní s proteiny jako jsou například sójové boby nebo moučka z masa a kostí. Větší intenzivní prasečí farmy jsou někdy obklopovány zemědělskou půdou, kde jsou pěstovány krmné plodiny, ale jinak jsou prasečí farmy závislé na obilném průmyslu. Krmivo pro prasata může být zakoupeno zabalené nebo smícháno na místě prodeje. Systém intenzivního chovu prasat, kde jsou prasata udržována jednotlivě v ohradách, umožňuje poměrný příděl krmiva každému praseti. Tento systém individuálního přídělu také zahrnuje individuální příděl léků v krmivu. Toto je velmi důležité především pro intenzivní chov, protože malé prostory, na kterých zvířata žijí, usnadňují šíření nemocí. K prevenci nemocí a podpoření růstu se využívají různá léčiva jako jsou například antibiotika, vitamíny, hormony a další doplňky, které jsou podávány preventivně.
Selata obvykle podstupují řadu zákroků a ošetření jako například kastraci, odstranění části ocasu (dokování), které zabraňuje zvířatům si ocas kousat, ořezání zubů (aby zabránili prasátkům poranění bradavek matek, dásňovým infekcím a růstu špičáků) a značení uší, které slouží k jednodušší identifikaci. Tyto zákroky jsou ve většině případů prováděny bez analgetik. Selata, která se narodí slabší a menší než ostatní, jsou někdy zabita krátce po narození.
Selata mohou být odstavena od matky ve věku 2 až 5 týdnů a umístěna do ohrad. Těhotné prasnice jsou ve většině případů umisťovány do stájí, což umožňuje lepší kontrolu dávkování jídla a jejich růstu. Tímto se také zabraňuje agresivnímu chování (například kousání ocasu a uší). Skupinové ohrady jsou většinou náročnější na údržbu a obvykle v nich není sláma nebo jiné podobné materiály.

### Dobytek

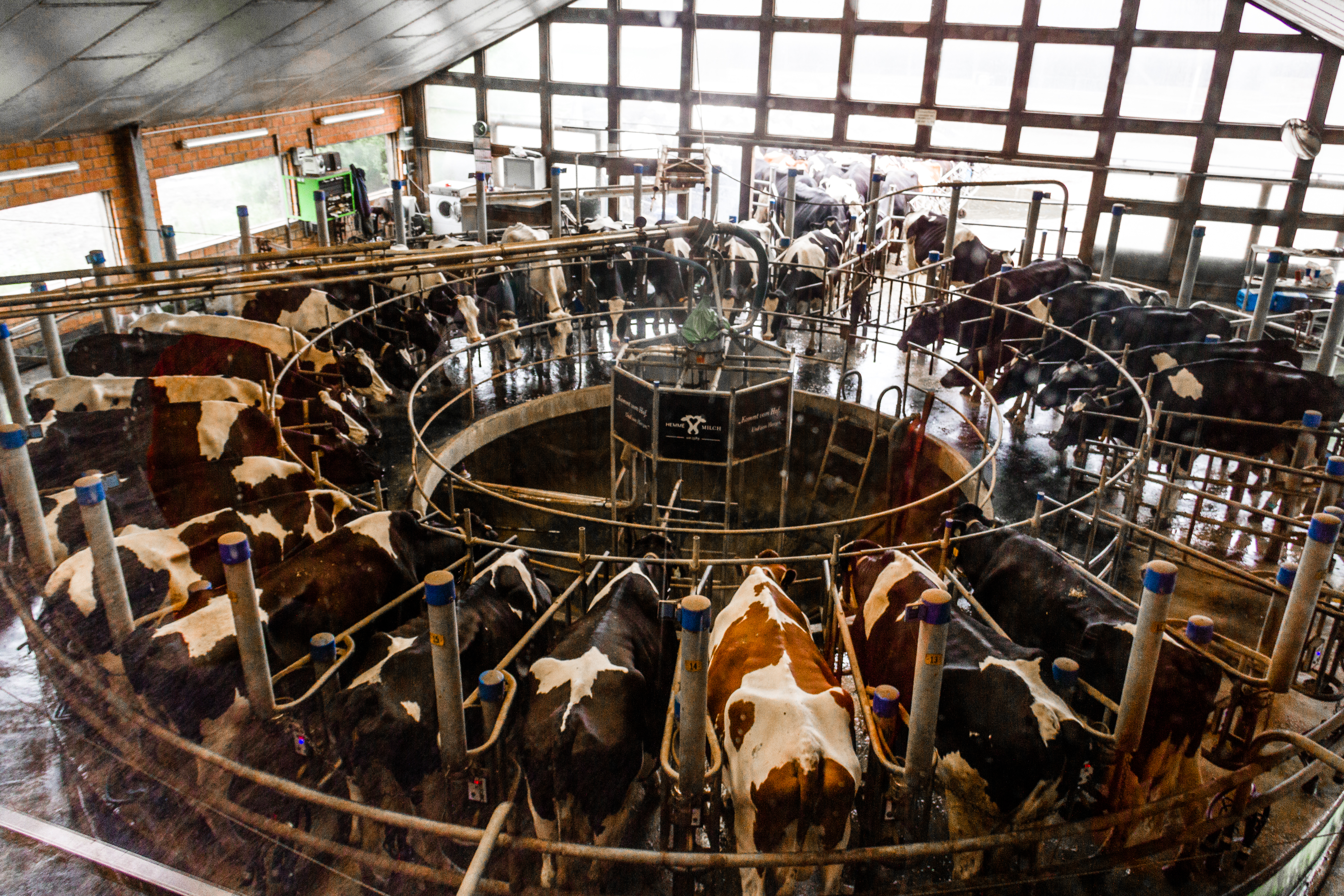
Moderní rotační dojírna

Dobytek je druh domestikovaných kopytníků, který je chován na maso (hovězí), mléko, kůži a jako tažná zvířata. V letech 2009-2010 bylo odhadnuto, že na světě je celkem 1,3-1,4 miliard kusů dobytka.
Jakmile dobytek dosáhne cílené váhy 290 kg, tak je transportován z pastviny do výkrmny, kde je krmen speciálním krmivem, které je složeno ze zbytků kukuřice, ječmene, dalších druhů obilovin, vojtěšky a extrahovaného bavlníkového šrotu. Krmivo také obsahuje premixy složené z mikroživin jako jsou například vitamíny, minerály, chemické konzervační látky, antibiotika, produkty fermentace, a další nezbytné ingredience, které jsou odkupovány od výrobců premixů (obvykle prodávané v pytlích) a které jsou přidávány do dávek jídla. Tyto produkty jsou široce dostupné, a proto mohou farmáři využít svého vlastního zrní na výrobu dávek jídla a tím se ujistit, že obsahuje doporučené množství minerálů a vitamínů.
Moderní velkochov dobytku má za následek existenci mnoha potencionálních dopadů na lidské zdraví. Existují také obavy z užívaných antibiotik a růstových hormonů, zvýšené úrovně kontaminace Escherichiou coli, zvýšeným obsahem nasycených tuků v mase (toto je způsobeno krmivem, které dobytek konzumuje), a také obavy o životní prostředí.
Od roku 2010 se na chovu a výrobě hovězího masa v USA podílí 766 350 výrobců. Průmysl hovězího masa je segmentován, přičemž většina výrobců se podílí na chovu telat. Telata jsou obvykle chována v malých stádech, přičemž více než 90 % těchto stád obsahuje méně než 100 telat. Menší počet výrobců se účastní na finální fázi, která se odehrává ve výkrmně, ale přesto je v USA 82 170 výkrmen.

## Kategorizace velkochovů ve Spojených státech amerických
Ve Spojených státech amerických se nachází kolem 212 000 chovů zvířat. Z toho 19 496 jsou kategorizovány jako velkochovy. Agentura pro ochranu životního prostředí diverzifikovala velkochovy do třech kategorií, podle jejich kapacity: velké, střední a malé. Povolený počet hospodářských zvířat v každé kategorii se liší na základě druhu zvířete a kapacitu farmy. Pro příklad, velkochovy kategorizované jako velké mohou mít 1000 kusů skotu. Střední velkochovy mohou mít mezi 300-999 kusů skotu a malé velkochovy nemohou mít více než 300 kusů skotu.
| Druhy dobytka                                           | Velké velkochovy | Střední velkochovy | Malé velkochovy |
| skot                                                    | 1 000 a více     | 300–999            | méně než 300    |
| mléčný skot                                             | 700 a více       | 200–699            | méně než 200    |
| krůty                                                   | 55 000 a více    | 16 500–54 999      | méně než 16 500 |
| Nosnice a brojler (se systémem pro manipulaci s hnojem) | 30 000 a více    | 9 000–29 999       | méně než 9 000  |
| Kur                                                     | 125 000 a více   | 37 500–124 999     | méně než 37 500 |
| Kur domácí (jiné než systémy pro manipulaci s hnojem)   | 82 000 a více    | 25 000–81 999      | méně než 25 000 |

Dále kategorizace velkochovů je určena podle toho, zdali velkochov splňuje regule pro užívání čisté vody stanovené Agenturou pro ochranu životního prostředí. Tento soubor regulací je označován jako Clean Water Act (CWA). Regule pro úspěšné kategorizování jako velkochov se liší na základě velikosti daného objektu. Velké velkochovy musí splňovat všechny kategorie stanové Agenturou pro ochranu životního prostředí. Střední kategorie velkochovů musí splňovat jen určitý počet těchto regulí a malé velkochovy jsou určovány případ od případu. Malé velkochovy mohou být také kategorizovány na klasické chovy, na základě analyzování jejich systému pro zpracování odpadu.

## Hlavní problémy velkochovů

### Dopad na životní prostředí
Agentura pro ochranu životního prostředí (U.S. Environmental Protection Agency zkráceně EPA) se mimo jiné zaměřuje na regulaci velkochovů, protože vyprodukují ročně přes miliony tun hnoje.  Když je tento odpad špatně skladován či se s ním nesprávně manipuluje může dojít k znečištění životního prostředí a ohrožení veřejného zdraví. Tento hnůj se nejčastěji skladuje ve velkých lagunách vykopaných do země v blízkosti chovů. Tyto laguny mohou při špatné výstavbě a údržbě začít prosakovat a odpad tak dostane do okolní vody, která je následně tímto znečištěna.

### Dopad na lidské zdraví
Podle amerických Center pro kontrolu nemocí a prevenci (anglicky Censters for Disease Control and Prevention, zkráceně CDC), mohou mít pracovníci farem s intenzivním chovem zdravotní problémy jako akutní a chronická plicní onemocnění, svalové nemoci či se mohou nakazit od zvířat antropozoonózou. Užívání pesticidů k eliminování škůdců šetří zemědělcům peníze, které by způsobily ztráty. Ve Spojených státech je okolo 70% pesticidů užíváno v zemědělství. Kvůli tomu se mohou pesticidy dostat do lidského organismu a způsobit zdravotní komplikace.
Studie prokázali vysušující se počet respiračních, neurologických a mentálních onemocnění lidí žijících v blízkosti velkochovů. CDC tvrdí, že chemikálie, bakterie a viry ze zvířecího odpadu mohou prosakovat do půdy a vody, proto mohou tato onemocnění nastat. CDC zveřejnilo seznam znečišťujících látek. Antibiotika užívaná na hospodářských zvířatech mohou vytvořit antibiotikům odolné patogeny.  Dále se mohou šířit paraziti, viry a bakterie. Pitnou vodu mohou také kontaminovat chemické prvky způsobující snížení podílů kyslíku jako amoniak, dusík nebo fosfor. Za nežádoucí považujeme i zmíněné pesticidy a hormony, které mohou mít neblahý vliv na faunu i flóru.
V Evropské unii je zakázáno používání růstových hormonů z důvodu, že nelze určit, jaké množství je bezpečné. Spojené království uvedlo, že pokud se v budoucnu zvýší počet nařízení spojených s omezením hormonů, tak povolí pouze konkrétní hormony, které jsou prověřeny případ od případu. V roce 1998 zakázala Evropská unie krmení zvířat antibiotiky, které byly shledány jako působící na lidské zdraví. Navíc v roce 2006 zakázala EU pro hospodářská zvířata všechna léčiva, která byla využívána pro podporu růstu. Výsledkem zákazů je snížení odolnosti vůči antibiotikům u zvířecích produktů a lidské populace.

### Kvalita vody
Velké množství živočišného odpadu z velkochovů představuje riziko pro kvalitu okolní vody a jejího ekosystému. Místa s vysokou koncentrací velkochovů mají za rok v průměru až o 20 více vážných problému s kvalitou vody v důsledku špatné správy hnoje. Živočišný odpad zahrnuje řadu potenciálně škodlivých znečišťujících látek. Znečišťující látky spojené s odpadem z velkochovů v zásadě zahrnují:
1. dusík a fosfor, známé také jako znečištění živinami;
2. organická hmota;
3. pevné látky, včetně samotného hnoje a dalších prvků s ním smíchaných, jako je krmivo, podestýlka, srst, peří a uhynulé zvířata;
4. patogeny (choroboplodné organismy, jako viry a bakterie);
5. soli;
6. stopové prvky, jako je arsen;
7. těkavé sloučeniny, jako je oxid uhličitý, methan, sirovodík a amoniak;
8. antibiotika;
9. pesticidy a hormony.[39][40]

Dva hlavní přispěvatelé ke znečištění vody způsobené velkochovem jsou rozpustné sloučeniny dusíku a fosfor. Eutrofizace vodních útvarů z takového odpadu je škodlivá pro divokou zvěř a kvalitu vody ve vodním systému, jako jsou potoky, jezera a oceány. Vzhledem k tomu, že podzemní a povrchové vody jsou úzce propojeny, znečištění vody z velkochovu může ovlivnit oba zdroje, pokud je jeden nebo druhý kontaminován.
Povrchové vody mohou být znečištěny odtokem živin, organických látek a patogenů z polí a skladování hnoje. Odpad může být přenášen i do podzemních vod. Některá zařízení, jako jsou laguny, mohou snížit riziko kontaminace podzemních vod, ale mikrobiální patogeny ze zvířecího odpadu mohou stále znečišťovat povrchové a podzemní vody a působit tak negativně na divokou zvěř a lidské zdraví.

### Kvalita ovzduší

Maso (zejména hovězí a jehněčí) a živočišné produkty produkují při své výrobě několikanásobně více emisí skleníkových plynů než zelenina a ovoce

Velkochovy přispívají ke snižování kvality ovzduší. Uvolňují několik typů emisí plynů - čpavek, sirovodík, methan a mikro částice - všechny tyto látky nesou různá rizika pro lidské zdraví. Množství emisí závisí do značné míry na velikosti velkochovu. Hlavní příčinou emisí je rozklad živočišného hnoje skladovaného ve velkém množství. Kromě toho emitují bakterie rezistentní na antibiotika do okolního vzduchu, zejména po větru od zařízení. Hladiny antibiotik měřené po větru od velkochovů prasat byly třikrát vyšší než hladiny naměřené proti větru. I když není všeobecně známo, co je zdrojem těchto emisí, existuje podezření, že je to krmivo pro zvířata. Celosvětově jsou hospodářská zvířata zodpovědná za více než 35% antropogenních emisí skleníkových plynů uvolňovaných ročně. Metan je druhým nejkoncentrovanějším skleníkovým plynem přispívajícím ke globální změně klimatu, přičemž chov hospodářská zvířata na maso, vejce a mléko generuje 14,5% celosvětových emisí skleníkových plynů, což je druhý nejvyšší zdroj emisí a více než veškerá doprava dohromady. Pokud jde o bakterie rezistentní na antibiotika, Staphylococcus Aureus tvoří 76% bakterií, které se nachází v prasečích velkochovech. Streptokoky skupiny A a koliformní bakterie byly další dvě nejběžnější bakterie v okolním vzduchu uvnitř prasečích velkochovů.
Pokud nedojde k žádné změně a emise methanu se budou nadále zvyšovat přímo úměrně k počtu hospodářských zvířat, předpokládá se, že do roku 2030 vzroste celosvětová produkce methanu o 60%. Skleníkové plyny a současná změna klimatu ovlivňují kvalitu ovzduší a mají nepříznivé účinky na lidské zdraví, včetně poruch dýchání, poškození plicních tkání a alergií. Snížení nárůstu emisí skleníkových plynů z velkochovů by mohlo rychle omezit globální oteplování. Lidé, kteří žijí v blízkosti velkochovů, si navíc často stěžují na pachy, které pocházejí ze směsi amoniaku, sirovodíku, oxidu uhličitého a různých organických sloučenin.
Jestli jde o účinky na kvalitu ovzduší způsobené likvidací odpadu, některé velkochovy používají tzv. postřik polí. Napumpují odpad tisíců zvířat do speciálního stroje, který jej nastříká na otevřené pole. Postřik může být přenášen větrem na okolní domy a ukládat patogeny, těžké kovy a bakterie odolné vůči antibiotikům do ovzduší komunit. Tento pachový oblak obsahuje dráždivé látky pro dýchací cesty a oči, včetně sirovodíku a amoniaku.